# ラグビーアフリカ・カップ
ラグビーアフリカ・カップ（Rugby Africa Cup）は、ラグビーアフリカが主催しているラグビーユニオンの国際大会である。南アフリカ共和国以外のアフリカ各国のうち、世界ランキング上位8か国で競われる。

## 大会結果
最上位ディビジョンで、最大4位までを表示。3位・4位は、決まらない場合（3位決定戦などが行われない場合）や、該当チームがない年がある。
| 年      | 優勝                                               | 準優勝                                                                      | 3位                                                | 4位                                                | 備考   |
| ------- | -------------------------------------------------- | --------------------------------------------------------------------------- | -------------------------------------------------- | -------------------------------------------------- | ------ |
| 2000    | 南アフリカ・アマチュア                             | モロッコ                                                                    | ‐                                                  | ‐                                                  | [ 2 ]  |
| 2001    | 南アフリカ・アマチュア                             | モロッコ                                                                    | ‐                                                  | ‐                                                  | [ 3 ]  |
| 2002    | ナミビア                                           | チュニジア                                                                  | ‐                                                  | ‐                                                  | [ 4 ]  |
| 2003    | モロッコ                                           | ナミビア                                                                    | マダガスカル / ウガンダ                            | マダガスカル / ウガンダ                            | [ 5 ]  |
| 2004    | ナミビア                                           | モロッコ                                                                    | ‐                                                  | ‐                                                  | [ 6 ]  |
| 2005    | モロッコ                                           | マダガスカル                                                                | ナミビア / 南アフリカ・アマチュア                  | ナミビア / 南アフリカ・アマチュア                  | [ 7 ]  |
| 2006    | 南アフリカ・アマチュア                             | ナミビア · RWC2007出場権獲得                                                | マダガスカル / モロッコ                            | マダガスカル / モロッコ                            | [ 8 ]  |
| 2007    | ウガンダ                                           | マダガスカル                                                                | ケニア                                             | コートジボワール                                   | [ 9 ]  |
| 2008–09 | ナミビア · RWC2011出場権獲得                       | チュニジア                                                                  | コートジボワール / ウガンダ                        | コートジボワール / ウガンダ                        | [ 10 ] |
| 2010    | 開催なし                                           | 開催なし                                                                    | 開催なし                                           | 開催なし                                           |        |
| 2011    | ケニア                                             | チュニジア                                                                  | ‐                                                  | ‐                                                  | [ 11 ] |
| 2012    | ジンバブエ                                         | ウガンダ                                                                    | ケニア                                             | チュニジア                                         | [ 12 ] |
| 2013    | ケニア                                             | ジンバブエ                                                                  | マダガスカル                                       | ウガンダ                                           | [ 13 ] |
| 2014    | ナミビア · RWC2015出場権獲得                       | ジンバブエ                                                                  | ケニア                                             | マダガスカル                                       | [ 14 ] |
| 2015    | ナミビア                                           | ジンバブエ                                                                  | ケニア                                             | チュニジア                                         | [ 15 ] |
| 2016    | ナミビア                                           | ケニア                                                                      | ウガンダ                                           | ジンバブエ                                         | [ 16 ] |
| 2017    | ナミビア                                           | ケニア                                                                      | ウガンダ                                           | チュニジア                                         | [ 17 ] |
| 2018    | ナミビア · RWC2019出場権獲得                       | ケニア                                                                      | ウガンダ                                           | チュニジア                                         | [ 18 ] |
| 2019    | 開催なし                                           | 開催なし                                                                    | 開催なし                                           | 開催なし                                           |        |
| 2019-20 | 新型コロナウイルス感染症の世界的流行のため開催なし | 新型コロナウイルス感染症の世界的流行のため開催なし                          | 新型コロナウイルス感染症の世界的流行のため開催なし | 新型コロナウイルス感染症の世界的流行のため開催なし |        |
| 2021-22 | ナミビア · RWC2023出場権獲得                       | ケニア                                                                      | アルジェリア                                       | ジンバブエ                                         | [ 19 ] |
| 2024    | ジンバブエ                                         | アルジェリア                                                                | ナミビア                                           | ケニア                                             | [ 20 ] |
| 2025    | ジンバブエ · RWC2027出場権獲得                     | ナミビア · アジア大会の2位に勝利し、最終予選で優勝すれば、RWC2027出場権獲得 | アルジェリア                                       | ケニア                                             | [ 21 ] |

## 下位ディビジョン
2018年までで終了した。
優勝チームのみ表示。年次により、下位ディビジョンの名称や構成が異なる。大会名の中の「CAR」は「Confederation of Africa Rugby（アフリカラグビー連盟）」の略。2006年・2007年大会名の「Castle」は、冠スポンサーとなったアフリカのビール会社名。
| 年   | 第2ディビジョン              | 第2ディビジョン              | 第2ディビジョン             |                           |                                 |                           |
| 年   | CAR Division 2 North         | CAR Division 2 South         | CAR Division 2 総合優勝     |                           |                                 |                           |
| ---- | ---------------------------- | ---------------------------- | --------------------------- | ------------------------- | ------------------------------- | ------------------------- |
| 2002 | ウガンダ                     | ボツワナ                     | ウガンダ                    |                           |                                 |                           |
| 2003 | カメルーン                   | ザンビア                     | カメルーン                  |                           |                                 |                           |
| 2004 | マリ                         | ボツワナ                     | ボツワナ                    |                           |                                 |                           |
| 2005 | ブルキナファソ               | モーリシャス                 | モーリシャス                |                           |                                 |                           |
| 年   | 第2ディビジョン              | 第2ディビジョン              | 第2ディビジョン             |                           |                                 |                           |
| 年   | CAR Castle Cup North         | CAR Castle Cup South         | CAR Castle Cup 総合優勝     |                           |                                 |                           |
| 2006 | ニジェール                   | タンザニア                   | タンザニア                  |                           |                                 |                           |
| 2007 | ナイジェリア                 | ボツワナ                     | なし                        |                           |                                 |                           |
| 年   | 第2ディビジョン              | 第2ディビジョン              | 第2ディビジョン             | 第3ディビジョン           |                                 |                           |
| 年   | CAR Development Trophy North | CAR Development Trophy South |                             | CAR Castle Cup South      |                                 |                           |
| 2008 | ニジェール                   | レユニオン                   |                             | ルワンダ                  |                                 |                           |
| 年   | 第2ディビジョン              | 第2ディビジョン              | 第2ディビジョン             | 第3ディビジョン           |                                 |                           |
| 年   | CAR Development Trophy North | CAR Development Trophy South |                             | CAR Development Cup South |                                 |                           |
| 2009 | ニジェール                   | ジンバブエ                   |                             | ルワンダ                  |                                 |                           |
| 年   | 第2ディビジョン              | 第2ディビジョン              | 第2ディビジョン             | 第3ディビジョン           | 第4ディビジョン                 |                           |
| 年   | Africa Trophy North          | Africa Trophy South          |                             | CAR Trophy Central        | Africa Development Trophy North |                           |
| 2010 | セネガル                     | モーリシャス                 |                             | ルワンダ                  | アルジェリア                    |                           |
| 年   | 「第1ディビジョン」内の下位  | 「第1ディビジョン」内の下位  | 「第1ディビジョン」内の下位 | 第2ディビジョン           | 第2ディビジョン                 |                           |
| 年   | Africa Cup Division 1B       | Africa Cup Division 1C       | Africa Cup Division 1D      | CAR Division 2 North      | CAR Division 2 South            |                           |
| 2011 | ジンバブエ                   | セネガル                     | モーリシャス                | マリ                      | ルワンダ                        |                           |
| 2012 | マダガスカル                 | ボツワナ                     | なし                        | ニジェール                | なし                            |                           |
| 2013 | ナミビア                     | コートジボワール             | なし                        | ニジェール                | ルワンダ                        |                           |
| 2014 | チュニジア                   | インパラRC                   | なし                        | 【7人制で実施】           | ブルンジ                        |                           |
| 年   | 「第1ディビジョン」内の下位  | 「第1ディビジョン」内の下位  | 「第1ディビジョン」内の下位 | 第2ディビジョン           | 第2ディビジョン                 | 第2ディビジョン           |
| 年   | Africa Cup Division 1B       | Africa Cup Division 1C       |                             | CAR Division 2 North      | CAR Division 2 South            | CAR Division 2 South East |
| 2015 | 該当なし                     | 該当なし                     |                             | ニジェール                | コンゴ民主共和国                | レソト                    |
| 年   | 「第1ディビジョン」内の下位  | 「第1ディビジョン」内の下位  | 「第1ディビジョン」内の下位 | 第2ディビジョン           | 第2ディビジョン                 | 第2ディビジョン           |
| 年   | Africa Cup Division 1B       | Africa Cup Division 1C       |                             | Africa Cup 2 West         | Africa Cup 2 Center             |                           |
| 2016 | セネガル                     | 該当なし                     |                             | 【7人制で実施】           | コンゴ民主共和国                |                           |
| 年   | 「第1ディビジョン」内の下位  | 「第1ディビジョン」内の下位  | 「第1ディビジョン」内の下位 |                           |                                 |                           |
| 年   | シルバーカップ               | ブロンズカップ               |                             |                           |                                 |                           |
| 2017 | モロッコ                     | アルジェリア                 |                             |                           |                                 |                           |
| 2018 | アルジェリア                 | ガーナ                       |                             |                           |                                 |                           |

## 歴史
2000年に初めて開催され、南アフリカ共和国のアマチュア選手チームと、モロッコ、チュニジア、ナミビア、ジンバブエの5チームが参加した。
2002年からは第2ディビジョン「Africa Cup 2 West」「Africa Cup 2 Center」を増設。2016年まで開催され、翌年からは第1ディビジョンのみとなった。
2004年には、主にU19チームで競われる「CARディベロップメント・トロフィー」（現在のアフリカン・ディベロップメント・トロフィー）が作られた。CARは「Confederation of Africa Rugby（アフリカラグビー連盟）」の略。
2006年大会から、ラグビーワールドカップ予選として組み込まれ、優勝チームはワールドカップ2007への出場権を得る。2026大会の優勝が南アフリカ共和国のアマチュア選手チーム（正代表ではないチーム）だっため、準優勝のナミビアが出場権を得た。。
2008年から2009年にかけて行われた大会では、優勝チームはワールドカップ2011の出場権を得た。
2011年から2016年まで、最上位は「ディビジョン1A」と呼んだ。
2014年大会では、優勝チームがワールドカップ2015（イングランド大会）の出場権を得た。
2017年から2019年までは、最上位の大会名を「ゴールドカップ（Rugby Africa Gold Cup）」、下位ディビジョンを「Silver Cup」「Bronze Cup」とした。しかし2019年には資金難となり、すべての大会を開催できなくなった。
2018年大会では、優勝チームがワールドカップ2019（日本大会）の出場権を得た。
2020年は新型コロナウイルス感染症の世界的流行のため開催しなかった。
2021年から2022年にかけて行われた大会では、優勝チームにワールドカップ2023（フランス大会）への出場権が与えられた。